# Санска катедрала
Катедралата „Свети Стефан от Санс“ (на френски: Cathédrale Saint-Étienne de Sens, Катедрал дьо Сент Етиен дьо Санс) е католическа катедрала, разположена в град Санс в департамент Йон в регион Бургундия Франш-Конте, Франция. Тя се превръща в първата завършена готическа катедрала.  Построена е между 1135 и 1164 г.
В нея са използвани нови сводове с шест части над кораба, придавайки на сградата изключителна ширина и височина. Тъй като сводовете от шест части разпределят теглото неравномерно, те се поддържат от редуващи се масивни квадратни пилони и по-тънки кръгли колони. Тя има голямо влияние върху готическия стил не само във Франция, но и в Англия, защото нейният майстор-строител Гийом от Санс е поканен в Англия и въвежда ранните готически елементи в реконструирания кораб на Катедралата в Кентърбъри.
- Деамбулаторий
- Изглед от височина към Катедралата на Санс, показващ трите ѝ нива
- Параклиси на Катедралата на Санс